# Zirmbach
Zirmbach är ett vattendrag i Österrike.   Det ligger i förbundslandet Tyrolen, i den västra delen av landet, 400 km väster om huvudstaden Wien.
I omgivningarna runt Zirmbach växer i huvudsak barrskog. Runt Zirmbach är det ganska tätbefolkat, med 80 invånare per kvadratkilometer.